# Байрак, Оксана Ивановна
Окса́на Ива́новна Байра́к (укр. Оксана Іванівна Байрак; род. 16 февраля 1964, Симферополь) — украинский кинорежиссёр, сценарист, актриса, продюсер, телеведущая и автор-исполнитель.

## Биография
Оксана Байрак родилась 16 февраля 1964 года в городе Симферополе, административном центре Крымской области Украинской ССР. Отец — юрист, доктор наук. Мать — экономист, более пятидесяти лет живёт в городе-курорте Алуште. Есть старшая (разница в возрасте — пятнадцать лет) единокровная сестра Наталья, дочь отца от первого брака.
В 1985 году окончила дефектологический факультет Киевского педагогического института имени А. М. Горького, после чего два года отработала учителем-логопедом.
В 1991 году получила второе высшее образование, окончив режиссёрский факультет Киевского государственного института театрального искусства имени И. К. Карпенко-Карого (мастерская А. А. Серебренникова и А. Марченко).
Оксана Байрак снимает по несколько художественных фильмов и телесериалов в год, за что получила прозвище «королева мелодрам». Ей принадлежит «Studio Bayrak» — продюсерская киностудия, которая занимается производством художественных фильмов и сериалов по заказу российских телеканалов. С момента основания в 1991 году по настоящее время студией выпущено более двадцати художественных фильмов и телесериалов.
В 2007 году Оксана Байрак стала лауреатом IV Национальной премии кинобизнеса Украины в трёх номинациях: «Лучший отечественный прокатный фильм» (за фильм «Аврора»), «Лучший сайт к фильму» («Аврора») и «Человек года в кинобизнесе».
26 апреля 2016 года, в день 30-летней годовщины аварии на Чернобыльской АЭС, художественный фильм режиссёра Оксаны Байрак «Аврора» (2006), посвящённый этой трагедии, запрещён украинскими властями к показу на территории Украины по причине того, что в нём снялся Дмитрий Харатьян.

### Личная жизнь
- Первый муж — Александр Копейкин, сценарист, режиссёр, оператор. Вместе с ним, ещё будучи студенткой вуза, Оксана сняла полнометражную картину «Круиз, или Разводное путешествие»[8][неавторитетный источник].
- Фактический муж — Георгий Москалюк (род. 1986, Киев), фитнес-тренер. Познакомились на съемках программы «Давай поженимся!»[9]. Прожили вместе более семи лет[3][8][10]. Расстались[11].
- Дочь Елизавета — была рождена суррогатной матерью в 2019 году[12].

## Творчество

### Фильмография

#### Актриса
- 2018 — «Ничто не случается дважды» — Зейна[13][14]
- 2018 — «Красота требует жертв» — Тамара Золотарёва, «главная ликёро-водочница страны», пациентка частной клиники пластической хирургии[15]
- 2016 — «40+, или Геометрия любви» — Екатерина, певица
- 2015 — «Избранница» — Мария, писатель, сестра Элеоноры
- 2014 — «Поделись счастьем своим» — Татьяна
- 2013 — «Позднее раскаяние» — директор канала «Скифф ТВ» (в титрах не указана)
- 2011 — «Моя новая жизнь» — врач-гинеколог
- 2009 — «Территория красоты» — Жанна Пастухова, постоянный клиент клиники
- 2004 — «Тебе, настоящему» — судья (в титрах не указана)
- 2004 — «В двух километрах от Нового года» — Клара, режиссёр
- 2003 — «Женская интуиция» — клиент салона красоты (в титрах не указана)
- 1991 — «Круиз, или Разводное путешествие» — француженка

#### Режиссёр
- 2021 — «Летний снег»
- 2021 — «Виновата любовь»
- 2018 — «Ничто не случается дважды»[13][14]
- 2016 — «40+, или Геометрия любви»
- 2015 — «Избранница»
- 2015 — «Чтобы увидеть радугу, нужно пережить дождь»
- 2015 — «Поделись счастьем своим»
- 2013 — «Позднее раскаяние»
- 2012 — «Моя новая жизнь»
- 2011 — «Зимний сон»
- 2009 — «Всё возможно»
- 2009 — «Золушка с райского острова»
- 2009 — «Это я»
- 2008 — «Кардиограмма любви»
- 2008 — «Хочу ребёнка»
- 2007 — «Вилла раздора, или Танец солнечного затмения»
- 2007 — «Мужская интуиция»
- 2006 — «Аврора»
- 2006 — «Инфант»
- 2005 — «Женская интуиция 2»
- 2004 — «Летучая мышь»
- 2004 — «В двух километрах от Нового года»
- 2004 — «Тебе, настоящему»
- 2004 — «Убей меня! Ну, пожалуйста»
- 2003 — «Женская интуиция»
- 2003 — «Снежная любовь, или Сон в зимнюю ночь»
- 2002 — «Бездельники»
- 1992 — «Оплачено заранее»
- 1991 — «Круиз, или Разводное путешествие»

#### Сценарист
- 2021 — «Летний снег»
- 2021 — «Виновата любовь»
- 2018 — «Ничто не случается дважды»[13][14]
- 2018 — «Красота требует жертв»[15]
- 2015 — «Избранница»
- 2015 — «Чтобы увидеть радугу, нужно пережить дождь»
- 2014 — «Поделись счастьем своим»
- 2013 — «Позднее раскаяние»
- 2012 — «Моя новая жизнь»
- 2011 — «Зимний сон»
- 2009 — «Всё возможно»
- 2009 — «Золушка с острова Джерба»
- 2009 — «Это я»
- 2008 — «Кардиограмма любви»
- 2008 — «Хочу ребёнка»
- 2007 — «Мужская интуиция»
- 2006 — «Инфант»
- 2006 — «Дьявол из Орли»
- 2005 — «Женская интуиция 2»
- 2004 — «Тебе, настоящему»
- 2002 — «Бездельники»
- 1992 — «Оплачено заранее»

#### Продюсер
- 2021 — «Летний снег»
- 2021 — «Виновата любовь»
- 2018 — «Ничто не случается дважды» (генеральный продюсер)[13][14]
- 2018 — «Красота требует жертв» (генеральный продюсер)[15]
- 2016 — «40+, или Геометрия любви»
- 2015 — «Избранница»
- 2015 — «Чтобы увидеть радугу, нужно пережить дождь»
- 2014 — «Поделись счастьем своим»
- 2011 — «Зимний сон» (генеральный продюсер)
- 2009 — «Всё возможно»
- 2009 — «Это я»
- 2008 — «Кардиограмма любви»
- 2008 — «Хочу ребёнка»
- 2008 — «Большая разница»
- 2007 — «Вилла раздора, или Танец солнечного затмения»
- 2007 — «Мужская интуиция»
- 2006 — «Инфант»
- 2006 — «Аврора» (фильм запрещён к показу на территории Украины по причине того, что в нём снялся Дмитрий Харатьян[7])
- 2006 — «Об этом лучше не знать»
- 2006 — «Дьявол из Орли»
- 2005 — «Женская интуиция 2»
- 2004 — «Тебе, настоящему»
- 2004 — «Убей меня! Ну, пожалуйста»

### Работа на телевидении
- Оксана Байрак была автором и ведущей программы «Сентиментальные баллады серьёзных мужчин» на украинском телеканале «Интер».
- С 2009 по 2012 год вела программу «Давай поженимся» (укр. «Давай одружимося») на украинских телеканалах «СТБ», «1+1» и «К1»[16].
- В 2011 году была ведущей программы «Все свои» на украинском телеканале «Интер»[17].
- С 20 марта по июнь 2017 года вела на российском телеканале «ТВ Центр» свою авторскую программу «Откровенно»[18].
- Со 2 сентября по 25 декабря 2020 года — ведущая программы «О чём молчат женщины» на украинском телеканале «СТБ»[19].

## Взгляды
В декабре 2013 года, во время прохождения Евромайдана, Оксана Байрак выступила с предложением прекратить демонстрации в центре Киева и заявила:
Два момента меня слишком возмутили. Первое — это то, во что «еврогости» столицы превратили наш Киев. Центр города напоминает большую общественную клоаку, и всё, что творят с Киевом — это вандализм... Ну, а другой момент — это то, что к выбранному народом Президенту Украины обращаться на „ты“ и презирать просто непозволительно, как бы кто к нему не относился! Он — гарант Конституции!
C 2014 года высказывалась пророссийски касательно российско-украинского конфликта. В 2022 году поддержала вторжение России в Украину и переехала в Москву.

## Цитаты
- «„Солнечный удар“ любви всегда случается внезапно. Уж я-то знаю…»[23].